# Убежать, догнать, влюбиться
«Убежать, догнать, влюбиться» (рабочее название — «Лучшая девушка Кавказа») — российский кинофильм Михаила Шевчука, снятый в 2013 году. В изначальном проекте представлял собой второй ремейк фильма Леонида Гайдая «Кавказская пленница, или Новые приключения Шурика», но впоследствии стал самостоятельным фильмом, сохранив от оригинала лишь отдельные мотивы. Премьера ленты состоялась в 2016 году.
Последняя кинороль Владимира Зельдина.

## Сюжет
Бизнесмен Борис сбегает от своей австрийской невесты на Северный Кавказ, где по воле случая становится учителем музыки для местной девушки Нины. Нина не хочет выходить замуж за жениха, найденного отцом, и всеми силами пытается оттянуть свадьбу. В этом ей помогает Борис: он решает украсть Нину по местному обычаю, и теперь они вынуждены скрываться не только от её жениха, но и от внезапно прилетевшей невесты Бориса.

## Актёры
- Константин Крюков — Борис
- Любовь Аксёнова — Нина
- Владимир Этуш — Саахов, начальник в отставке
- Владимир Зельдин — «Человек-Легенда» (камео)
- Юсуп Омаров — Руслан
- Юлика Вагнер — Анна
- Александр Резалин — Давид Георгиевич
- Теона Дольникова — Фатима
- Марина Губина — девушка в аэропорту
- Мария Кудрявцева — стюардесса

## Саундтрек
- Музыкальный коллектив Петра Налича — «Никогда»
- Айдамир Мугу — «Чёрные глаза»
- Любовь Новикова — «Где-то на белом свете»
- Мураками — «Где-то» и «Только с тобой»
- Тамара Яндиева — «Когда ты придёшь к ручью»

## Производство
Фильм разрабатывался одновременно с другим ремейком оригинальной картины Гайдая, который следовал его сюжету почти покадрово и был негативно встречен критиками и зрителями. Данный фильм изначально планировался как более самостоятельный. В отличие от обоих этих фильмов, «Убежать, догнать, влюбиться» действительно снимался на Кавказе. Владимир Этуш, снимавшийся в фильме-прототипе, также снялся и в данном фильме, причём его персонаж сохранил фамилию оригинала.

## Места съёмок
Съемки проходили в Сочи и Карачаево-Черкесии, на Домбае, в Теберде и в Архызском ущелье.
В момент открытия Дворца бракосочетаний в фильме виден памятник В. И. Ленину на центральной площади станицы Зеленчукская. Также во время подъёма Бориса в горы на заднем плане видна астрофизическая обсерватория.